# Pour It Up
Pour It Up is een nummer van de Barbadiaanse zangeres Rihanna, afkomstig van haar zevende studioalbum Unapologetic. Het nummer werd onder andere in Amerika als de derde single van het album uitgebracht. De single heeft geen hitnotering gekregen in Nederland, alleen in Amerika, Canada, Verenigd Koninkrijk, Tsjechië, de tipparade van Vlaanderen, en in Frankrijk.
De officiële remix ervan met rapversies van Young Jeezy, Rick Ross, Juicy J en T.I. werd wereldwijd via iTunes uitgebracht op 20 maart 2013.

## Achtergrond
Net als Stay begon Rihanna in maart 2012 met Pour It Up toen ze bezig was met haar studioalbum Unapologetic. Def Jam France meldde op 12 september 2012 via Twitter dat in november 2012 Pour It Up zou uitgebracht worden in de week van Unapologetic, maar dit bericht werd kort daarna verwijderd. Niet kort daarna meldde hij dat op 13 september 2012 meer info zal komen over de single.

## Compositie en structuur
Pour It Up is een elektronica dance song met een minimale hip-hop beat.

## Commerciële ontvangst
De single piekte op nummer 191 in Frankrijk. In Amerika in de Billboard Hot 100 belandde de single de eerste week op nummer 90 op 19 januari 2013, later op nummer 34. Ook in de Amerikaanse Hip-Hop R&B Chart werd de single goed ontvangen en piekte op nummer 6. Op 4 mei 2013 bereikte het nummer plaats 79 in de tipparade. Twee weken daarna piekte het op nummer 62.

## Muziekvideo
Op 4 oktober 2013 kwam de video van Pour It Up uit. Rihanna meldde al in mei 2013 dat er nog een videoclip van uit zou komen. Deze werd geregisseerd door Vincent Haycock en Dion Beebe. De video werd in één week ruim 50 miljoen keer bekeken.

## Radio en andere uitgaven
| Land                | Datum          | Formaat                | Label                          |
| ------------------- | -------------- | ---------------------- | ------------------------------ |
| Verenigde Staten    | 8 januari 2013 | Urban radio            | The Island Def Jam Music Group |
| Verenigde Staten    | 8 maart 2013   | Urban radio            | Def Jam Recordings             |
| Verenigde Staten    | 9 april 2013   | Contemporary hit radio | Def Jam Recordings             |
| Verenigd Koninkrijk | 15 april 2013  | Radio release          | Mercury Records                |
| Verenigd Koninkrijk | 29 april 2013  | Impact                 | Def Jam Recordings             |

## Remix uit 2013
Op 20 maart werd de remix wereldwijd via iTunes uitgebracht. De remix bevat vocalen van Young Jeezy, Rick Ross, Juicy J en T.I. 